# 明磧橋
明磧橋（あけがわらばし）は、大分県大分市の大分川に架かる橋である。国道442号の一部を構成する。大分市の中心部寄りの南大分地区と稙田地区とを結ぶ。

## 沿革
稙田地区側の上宗方に大明神が祀られていて、その付近の川原を明川原（みょうがわら）と呼んでいたことから、明磧橋と名付けられた。県道建設に伴い1885年（明治18年）頃に木造橋が架けられたが、1893年（明治26年）の水害で流失している。